# Astragalus fagh-soleimanensis
Astragalus fagh-soleimanensis är en ärtväxtart som beskrevs av Maassoumi och Dieter Podlech. Astragalus fagh-soleimanensis ingår i släktet vedlar, och familjen ärtväxter. Inga underarter finns listade i Catalogue of Life.